# NGC 7062
NGC 7062 ist ein offener Sternhaufen vom Trumpler-Typ III1p im Sternbild Schwan am Nordsternhimmel. Er hat einen Durchmesser von 5 Bogenminuten und eine Helligkeit von 8,3 mag.
Entdeckt wurde das Objekt am 19. Oktober 1788 von Wilhelm Herschel.